# Sante Ferrini
Sante Ferrini, alias Folgorite, est un anarchiste individualiste italien né le 30 juillet 1874 à Rome. Ouvrier typographe, poète, il invente à l'aube du XXe siècle l'un des chants révolutionnaires préféré des anarchistes italiens, L'Ideale verrà plus connu sous le titre Quando l'anarchia verrà. Compagnon d'Errico Malatesta, il est incarcéré à plusieurs reprises à Regina Coeli, puis déporté sur les iles de Ponza et Lipari, et enfin enfermé dans la forteresse de Narni, avant de s'exiler en France, à Saint-Étienne puis à Lyon. À Londres, il fait la connaissance de Louise Michel et est mêlé, malgré lui, à une affaire d'espionnage dont l'épilogue est la tentative d'assassinat du roi Léopold II de Belgique par Gennaro Rubino. Autodidacte, polémiste prolifique, il rédige plus de quatre-cent-cinquante articles dans dix-neuf journaux anarchistes italiens différents parmi lesquels Il Libertario (it) et L'Adunata dei Refrattari (it) et publie cinq ouvrages dont un recueil de poèmes en romanesco, s’inscrivant ainsi « dans le sillage des plus grands poètes, de Giacomo Leopardi à Giuseppe Gioacchino Belli. » Maniant l'humour, l'ironie et le sarcasme, il se rebelle, contre la bourgeoisie, le clergé et les puissants et affirme « je suis anarchiste parce que je veux conserver mon individualité ». Il meurt à l'âge de 65 ans, à Ravilloles, dans le Jura français, le 14 mai 1939.

## Biographie

### Jeunesse romaine (1874-1898)
« Je suis né dans la misère » écrit Ferrini dans la préface de Fantasticando et le décès précoce de sa sœur fait de lui l'aîné d'une fratrie de huit enfants, dont plusieurs décèdent en bas âge. Les bouleversements engendrés par l'important programme de rénovation de la capitale italienne conduisent ses parents, Enrico et Angela Peccioli, à quitter le Quirinal, puis la via di Ponte Rotto, pour s'installer dans la partie nord et vétuste du Trastevere ; tout près de la prison Regina Coeli. Ferrini a reçu une éducation religieuse à laquelle sa mère tenait beaucoup, mais dont il se détourne bien vite : « Je n'ai plus la foi : la Calomnie tue de manière inique le vrai, le bon, le beau. La Tromperie commande et la Misère pousse le frère à lutter contre son frère, pendant qu'en hurlant le Mensonge crie : c'est le destin ! » dit-il à sa mère dans Rinnegato. Ainsi, l'anticléricalisme devient rapidement l'un de ses thèmes de prédilection. Ferrini quitte l'école avant l'âge de quinze ans pour entamer son apprentissage d'ouvrier typographe. « Si j’avais eu les moyens de fréquenter les bancs d’un lycée, il m’aurait été plus facile d’écrire » confie-t-il à l'un de ses amis. Malgré tout, dans sa jeunesse, cet autodidacte a certainement eu accès à maints ouvrages lui permettant de développer son attrait pour la littérature, l'histoire, la poésie, la musique et les langues, notamment le français et l'anglais qu'il comprend et parle avec un accent prononcé.    

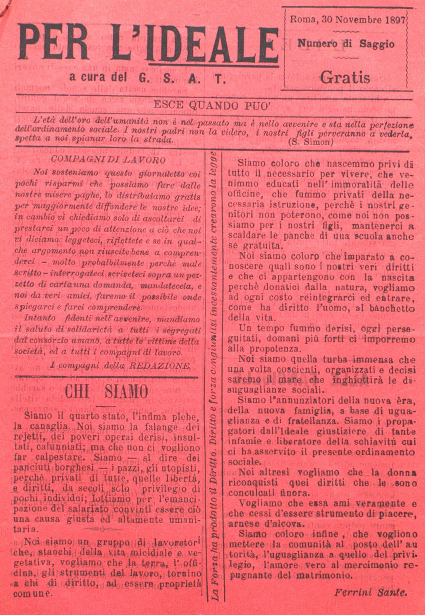
Per l'Ideale du 30 novembre 1897, Rome

Avant l'âge de dix-huit ans, Ferrini fréquente déjà le milieu anarchiste romain et fait la connaissance d'Ettore Gnocchetti qu'il considère comme son maître. Cet anarchiste, l'un des principaux protagonistes des agitations des ouvriers du bâtiment après 1880, imprégné d'individualisme, lui prodigue les conseils et les leçons qui l'aident à parfaire son édification. Ferrini se lie aussi d'amitié avec plusieurs anarchistes romains de sa génération, notamment Ettore Sottovia et Eolo Varagnoli avec qui il dirigera la rédaction de La Gioventù Libertaria à partir de 1906. Son tempérament qualifié de fougueux par la police lui vaut d'être arrêté à deux reprises, avant l'âge de vingt ans, puis incarcéré avec plusieurs ravacholistes du groupe de la « Santa canaglia » à la prison de Regina Coeli. En vertu des lois anti anarchistes promulguées en juillet 1894, Ferrini est placé sous surveillance par la police politique. Ainsi, en septembre, il est arrêté alors qu'il posait des affiches préparées et imprimées par ses soins afin de rendre hommage à Ravachol, Auguste Vaillant et Sante Caserio exécuté en France quelques jours auparavant. Il est condamné à cinq mois de détention.    
Au terme de sa période de conscription, Ferrini revient à Rome, en octobre 1897, et reprend immédiatement contact avec le mouvement anarchiste dans le Trastevere. Le climat social est délétère, l'agitation est à son comble et le 11 octobre, les rues du centre de Rome sont envahies par une foule nombreuse. Place Navone, la manifestation dégénère en échauffourée entre manifestants et forces de l'ordre. Une heure plus tard, les soldats arrivent en renfort et reçoivent l'ordre de tirer ; Lamberto Ghenzel, dix-sept ans est tué. Ces évènements conduisent Ferrini et ses amis à fonder dans le Trastevere le groupe anarchiste l'Azione sociale, reconnu comme l'un des groupes politiquement le plus actif de Rome. C'est à cette date que Sante Ferrini rencontre Errico Malatesta avec lequel il correspond et qu'il publie le premier article qu'on lui connaisse, « Chi siamo » :

« Nous sommes le quatrième état, la plèbe infime, la canaille. Nous sommes la phalange des réprouvés, des pauvres ouvriers moqués, insultés, calomniés, mais qui ne veulent pas se faire piétiner. Autrefois nous avons été moqués, aujourd’hui nous sommes persécutés, demain, plus forts, nous nous imposerons face à ceux qui abusent de leur pouvoir. Nous sommes cette masse immense qui, une fois consciente, organisée et décidée, deviendra le flot qui engloutira les inégalités sociales. Nous sommes les messagers d’une ère nouvelle. »

— Sante Ferrini, « Chi siamo », in Per L’ideale, Rome, numéro unique, 30 novembre 1897
Dès janvier 1898, le mécontentement populaire se généralise en Italie et les mouvements de protestations qui voient le jour sont durement réprimés par le gouvernement. En mai, à Milan, c'est toute la ville qui entre en ébullition. La cavalerie charge, l'infanterie tire et l'artillerie du général Fiorenzo Bava Beccaris donne du canon contre les barricades et la foule. Au soir du 8 mai, on compte plusieurs centaines de morts parmi la population. À Rome, aussi, le mouvement de révolte s'organise, et dans ce contexte répressif, le 11 mai, soixante-huit anarchistes sont arrêtés pour avoir tenté de soulever la population de la capitale. Faute de preuve, Ferrini est acquitté le 8 juin après un mois d'incarcération.
Le 10 septembre 1898, l'anarchiste Luigi Luccheni poignarde d'un coup de lime l'impératrice Élisabeth d'Autriche, dite Sissi. Cet évènement au retentissement international décide du sort de Ferrini et de nombreux anarchistes italiens pour les cinq années suivantes. Partout on a peur de l'anarchiste et l'Italie, considérée comme le vivier du terrorisme international, subit la pression des gouvernements étrangers. L'Italie organise donc une conférence internationale pour lutter contre le terrorisme anarchiste ; la police arrête quarante quatre anarchistes, dont Ferrini, à travers tout le royaume d'Italie. Ferrini est acquitté le 30 décembre, mais condamné à cinq ans de déportation, la peine maximale, sur l’ile de Ponza. Ses compagnons d’infortune sont notamment Ettore et Luigi Fabbri, Oreste Ristori, Pilade Caiani, Napoleone Ratti, Enrico Moresi et Giusepe Tilli.

### Descente aux enfers (1898-1900)

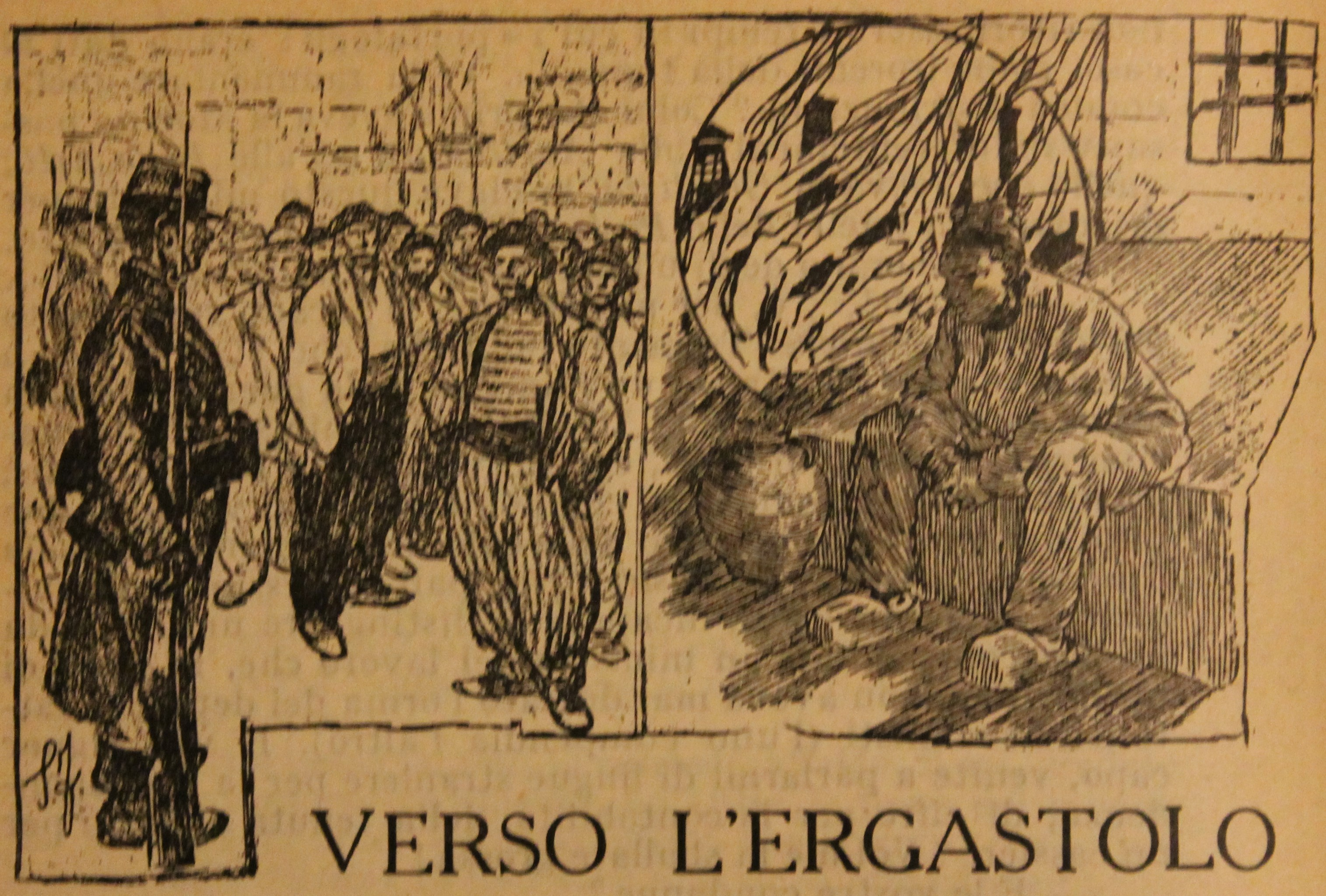
Illustration de Verso « l'Ergastolo », in Saggi di storia contemporanea. La partie gauche reproduit « la grève », de Steinlen, dans La feuille de Zo d'Axa, 20 octobre 1898.

On connait la vie d'oisiveté contrainte et les conditions de vie éprouvantes des assignés à résidence sur les iles de Ponza, Lipari, Ustica, Ventotene et autres Pantelleria ou Favignana, « cloaques de la patrie, rochers arides perdus en Méditerranée », par les relations qu'en font les journaux anarchistes de cette époque, et les mémoires publiés par certains déportés comme Ettore Croce (it). Ferrini y consacre plusieurs articles, récits et poèmes et il considère que « la résidence forcée est l'université du crime » mêlant détenus de droits communs, maffia et camorra, la lie de la société et « déportés politiques séparés du monde au mépris de nos familles qui, privées de notre appui, se retrouvent dans la misère. » Il consacre du temps à l'écriture et parvient à transmettre des articles publiés dans les journaux anarchistes Combattiamo, Pro Coatti et L'Avvenire sociale. C'est à Ponza que Ferrini choisit son nom de guerre, Folgorite. 
Le 18 mars 1900, Ferrini et six de ses compagnons, dont Luigi Fabbri, déposent une couronne sur les pierres tombales de leurs prédécesseurs. Les auteurs de ce « méfait »sont arrêtés, puis incarcérés durant trois mois, avant d'être transférés séparément vers différentes iles, celle de Lipari concernant Ferrini. Le 29 juillet 1900, Gaetano Bresci assassine le roi Umberto I d'Italie. Ferrini apprend la nouvelle et ne contient pas sa joie ; vêtu de ses plus beaux atours, « cravate rouge flamboyante, veste et chemise noire », il s'en va narguer le directeur de la résidence surveillée. Cette bravade lui vaut d'être enfermé trois jours au cachot, puis d'être transféré sur le continent, avec Témistocle Monticelli, et incarcéré dans la forteresse de Narni : « six mois au pain sec et à l’eau ! [...] la nouvelle de la mort du chef de la maison de Savoie valait bien un petit séjour au Montjuich de l’Ombrie », ironisa Ferrini.  
À Narni, les conditions de détention sont réputées horribles : « Le pain est acide et terreux, l’infirmerie est une véritable porcherie, la soupe est infâme, elle n’est distribuée que tous les trois jours, un brouet noir et non assaisonné si mauvais qu’il contraint même les plus affamés, ceux qui sont dévorés d’une faim diabolique, à la jeter pour lui préférer l’eau. » Du fond de sa cellule, Ferrini crie sa colère, sa douleur et sa haine contre une société qui le tourmente injustement, mais il ne renonce pas et dans son poème, l'Ergastolissimo, son mépris prend la forme d'un crachat de révolte : « Tu crois peut-être me faire fléchir sous la menace ? Société infâme, avant de céder je te crache au visage ! »  
Libéré en novembre 1900, Ferrini rejoint Rome et le Trastevere où tous les siens sont au chômage. « Je cherchai du travail, en vain. Désormais, j’étais trop connu… Les patrons se gardaient bien de m’employer. Et la police, du matin jusqu’au soir, suivait tous mes mouvements en mettant un ou deux de ses chiens à mes basques. » Il prend rapidement la décision d'émigrer vers la France et quitte l'Italie le 6 avril 1901.  

### Premier exil en France (1901)

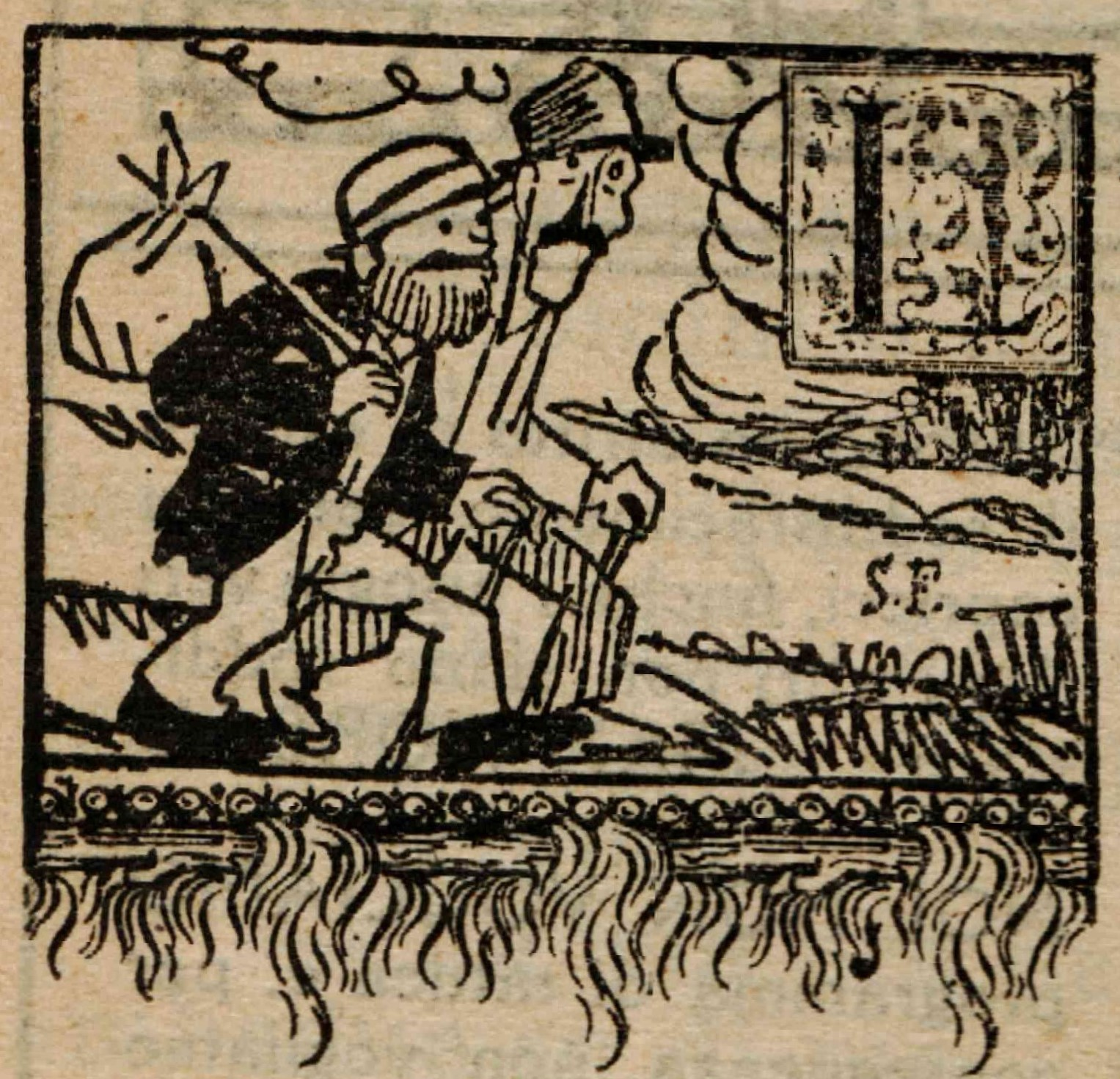
Deux trimards voyagent sur les routes. Illustration de "Vagabondeggiando", par Sante Ferrini.

Seul, Ferrini voyage en trimard. « Je suis parti à pied, sans argent, sans direction préétablie. Lors de mon passage dans différentes localités, les compagnons m’aidaient selon leurs possibilités ». Mais les yeux et les oreilles de la Direction générale de la sûreté publique italienne ne sont jamais loin. En témoigne son parcours retracé presque jour par jour dans son dossier de police jusqu'à Nice, où il parvient dans la matinée du 20 avril 1901 dans l'espoir d'y trouver un emploi. Du travail, il n'y en a pas lui confirme son compagnon Eugenio Agostinucci. 
Le Premier Mai, Ferrini participe successivement à deux réunions durant lesquelles il prend la parole au nom des anarchistes italiens et se montre, aux dires de la police française, « très virulent contre les gouvernements en général et le gouvernement italien en particulier ». Le lendemain, il est arrêté et on lui demande de quitter rapidement le département. Ferrini embarque sur le Ville de Bastia le 4 mai pour rejoindre Marseille… où la police l'attend sur le quai : on lui donne trois jours pour trouver du travail avant d'être expulsé. Il travaille quelques jours dans une huilerie avant de reprendre la route vers Lyon.
À Lyon, Amilcare Cipriani qui participe au 3e congrès du parti socialiste français le reçoit, « avec toute l’affection et la délicatesse dont il était animé quand il s’agissait de conseiller ou de secourir », et lui présente l'un de ses amis, Noël Bouchardy, qui lui propose un emploi d'ouvrier typographe à Saint-Étienne, dans son journal, Le Stéphanois. Bouchardy aide Ferrini à s'installer à Saint-Étienne, et ce dernier est bientôt rejoint par sa compagne Angela Muzzi, qui donne naissance à Liberto, leur fils, le 8 septembre 1901. Débute alors une brève période heureuse durant laquelle Ferrini noue des relations d'amitié avec certains artistes engagés, comme Jean-François Gonon qui lui fait connaître les chansons d'Eugène Pottier, et multiplie les interventions militantes au cours des manifestations qui agitent le Pays noir et qu'il relate comme correspondant de l'Avvenire Sociale.  
Mais début novembre, le consul d'Italie à Lyon alerte le préfet de la Loire de la présence de Ferrini, un anarchiste qu'il qualifie de dangereux, dans son département. Le préfet décide, dans le contexte de la prochaine visite du Président Waldeck-Rousseau, de demander l'expulsion de Ferrini. Il apparait que la police stéphanoise fait à cette occasion « table rase des anarchistes, en leur donnant cinq jours pour quitter la France ». L'arrêté d'expulsion est prononcé le 20 novembre 1901, et malgré le soutien de plusieurs personnalités politiques locales de premier plan comme Jules Ledin, maire de Saint-Étienne et Jean Allemane, député, l'arrêté est exécuté. Angela rentre à Rome avec Liberto ; Ferrini, quant à lui, décide de partir pour Londres.

### Le piège Londonien (1902-1906)

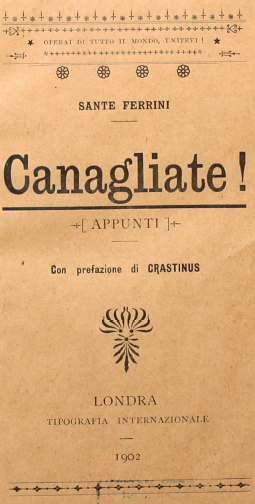
Première de couverture de Canagliate!

Le 13 décembre 1901, Ferrini parvient enfin à Londres. Choisir l'Angleterre comme lieu d'exil n'est pas neutre, car ce pays conserve une politique d'asile pour les anarchistes étrangers plus tolérante que ses voisins jusqu'au début de la seconde guerre mondiale. Ainsi, la communauté d'anarchistes de toutes nationalités est nombreuse à Londres et se réunit régulièrement à Soho, au cercle de Charlott Street. Pierre Kropotkine est présent, ainsi qu'Errico Malatesta et Louise Michel que Ferrini rencontre à plusieurs reprises.   
Dès son arrivée, Ferrini se rend chez Eugenio Defendi et se dit déçu de l'accueil. Par ailleurs, le milieu londonien est dangereux, « en particulier, celui qui entoure Malatesta que fréquente Ferrini cache de nombreux pièges » : plusieurs espions à la solde des gouvernements français, italien et anglais gravitent, masqués, autour du leader révolutionnaire italien. L'un d'entre-eux, Gennaro Rubino, est bientôt présenté à Ferrini. Rubino dispose de fonds pour financer une imprimerie destinée à la propagande anarchiste, un projet qui a reçu l'assentiment de Kropotkine et Malatesta. Or, Rubino n'entend rien à l'imprimerie et Ferrini, dans la misère, cherche un travail de typographe : les deux hommes font donc affaire et travaillent au montage du projet durant plusieurs semaines au cours desquelles Ferrini compose et à imprime son premier ouvrage, Canagliate ! Ce petit opuscule, préfacé par Silvio Corio (en), est apprécié jusqu'aux États-Unis comme l'en félicite son ami Giuseppe Ciancabilla depuis Paterson.  
Tout bascule en mai 1902, lorsque, dénoncé par les manigances d'un autre espion, Gennaro Rubino est démasqué. L'affaire est sérieuse et menace la communauté anarchiste italienne, aussi Malatesta organise-t-il ce qu'il convient de nommer un procès, le 11 mai au cercle de Charlott Street. Rubino ne se présente pas, se contentant d'une lettre d'aveux adressée à l'assemblée. Ferrini, lui aussi convoqué, se tient devant ses compagnons ; il est sommé de justifier ses liens avec Rubino. « J'étais devant un tribunal [...] Et je vis, inscrite sur le visage des participants, la conviction profonde que, moi aussi, je devais être quelqu’un de pas très net et peu recommandable… Ils ne me dirent pas que, moi aussi, j’étais un espion ; mais les paroles venimeuses dont je fus la cible me le laissèrent comprendre. » Brusquement, Ferrini s'effondre, « mes forces m'abandonnèrent et je me mis à pleurer à chaudes larmes [...] Vraiment, étais-je le seul coupable à avoir fréquenté cette crapule en toute bonne foi ? [...] Outre les camarades qui prenaient parti pour moi et mon innocence, Malatesta lui aussi comprenait que j’avais agi en toute bonne foi. Seulement, trop bon pour contrarier les camarades, il les laissait me calomnier et me mettre à mort. »  
Anéanti d'être injustement suspecté par les siens, Ferrini quitte Londres et rejoint l'Italie par la Belgique, l'Allemagne et la Suisse. Quant à Gennaro Rubino, désireux de prouver sa bonne foi, il tentera d'assassiner le roi Léopold II de Belgique le 15 novembre 1902 à Bruxelles.  
Cet épisode laisse des traces au sein du mouvement anarchiste italien ; Malatesta sort affaibli de l’affaire Rubino qui aurait été une des causes de sa dépression au cours de l’hiver 1903.  
On retrouve Ferrini à Milan, fin juin 1902, d'où il publie un communiqué indiquant qu'il se met en marge du mouvement anarchiste. Il rejoint Rome… en paria. Quatre années durant, il cesse tout militantisme, trouve un emploi dans l'imprimerie Cerroni, et vit chez ses parents avec sa compagne Angela et son fils Liberto. Il compose de nombreux poèmes, des récits et des chansons qu'il publie dans des revues littéraires, Rugantino, Marforio et Er conte Tacchia, ce qui lui vaut d'être remarqué par Ettore Veo (it) pour son ton original.   
Angela quitte Sante Ferrini quelques années plus tard. Il l'aime encore, comme en témoigne le poème « Non disprezzare » qu'il publie en 1905 dans Marforio. En novembre 1906, il renoue avec le mouvement anarchiste romain et rejoint ses amis Ettore Sottovia et Eolo Varagnoli à la rédaction de La Gioventù Libertaria. Devenu membre de la Federazione socialista anarchica del Lazio au sein de laquelle il joue un rôle d'envergure, il intervient lors du congrès anarchiste de Rome, du 16 au 20 juin 1907, sur le thème de la jeunesse libertaire. Malgré ce nouveau départ militant, il décide, quelques semaines plus tard, de quitter définitivement l'Italie et retourne en France, clandestinement, sous le nom de Gabriel Mercier.

### Second exil en France (1907-1939)

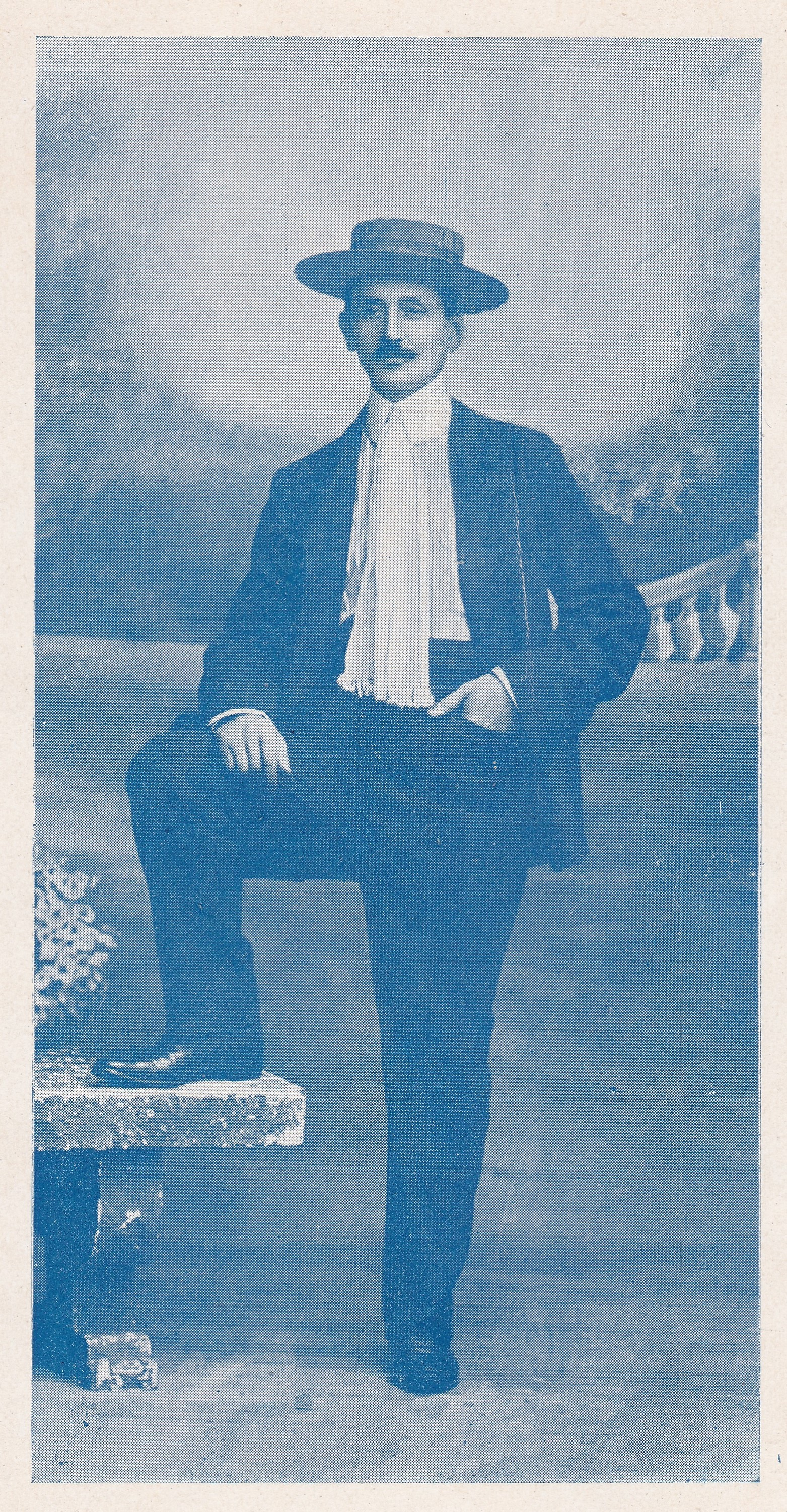
Sante Ferrini, dit Folgorite, à Saint-Étienne en 1909, in Fantasticando, Londres, Technical Publishing Company, 1909.

Son poème « Commiato ! » est un adieu métaphorique à son fils et à ses compagnons.
Ferrini, revient clandestinement à Saint-Étienne et reprend son activité de typographe à l'imprimerie du Stéphanois. Durant plus d'un an, il demeure prudent, s'abstenant de toute collaboration avec les journaux anarchistes italiens. Malgré tout, il écrit, et invente de nombreux poèmes qu'il publie en 1909 dans un recueil d'une quarantaine de pages, composé, imprimé et relié de sa main : Fantasticando, c'est-à-dire En rêvant, est un bel exemple d'art typographique du début du XXe siècle qui s'inspire des techniques de l'Art nouveau, celles d'Alfons Mucha. Le livret est diffusé en Italie, mais les exemplaires destinés à Rome tombent entre les mains de la censure ; une aubaine pour la police, car le recueil contient des informations de nature à retrouver la trace de son auteur : un portrait en pied (cf. ci contre) daté d'août 1909, à Rochetaillée, village situé sur les hauteurs de Saint-Étienne. La police italienne découvre le lieu où Ferrini réside et travaille ainsi que sa fausse identité. Cependant, les italiens préfèrent ne rien révéler de leur découverte à l'administration française pensant que, expulsé, puis « rentrant au pays, sans travail, Ferrini pourrait devenir dangereux pour la sûreté et l’ordre public car c'est un propagandiste anarchiste très actif, capable de commettre des délits sur le plan politique. »  
De l'été 1909 à la fin de l'année 1911, Ferrini, alias Gabriel Mercier, reprend sa collaboration avec les journaux anarchistes italiens, l'Alleanza Libertaria et Il Libertario, publiant plus de soixante-dix articles sous le pseudonyme de Folgorite, sans se douter de la surveillance exercée par l'intermédiaire du consulat d'Italie à Lyon. Il en prend conscience de manière fortuite, lorsque la jeune femme qu'il fréquentait, à qui il avait révélé sa véritable identité, avoue s'être renseignée sur son compte auprès du consulat d'Italie à Lyon. Dès lors, se sachant démasqué, Ferrini cesse son travail au Stéphanois et durant toute l'année 1912, il multiplie les déplacements sur le territoire français pour tenter d'échapper à la surveillance de la police politique italienne. On croit le voir à Marseille, puis on le pense en route pour Milan, on le voit travailler à Chambéry, à Aix-les-Bains, en visite chez son ami Eugenio Agostinucci à Nice, à Casaloldo en Italie… Toutes les recherches restent vaines, Ferrini est introuvable et « nous pensons, comme nous l’avons signalé depuis avril dernier, que Ferrini poursuit son stratagème pour que la police perde ses traces » confesse un policier italien.     
Le 21 décembre 1912, Ferrini est au Puy-en-Velay, où il épouse Augusta-Rose Rivet, sous sa véritable identité. Un mois plus tard, le 27 janvier 1913,  Ferrini est au chevet de son épouse, au 10 rue Claude Delaroa, à Saint-Étienne, lorsqu'elle met au monde son second fils, Aldo Auguste. Puis Ferrini reprend la route et ses incessants déplacements tant et si bien qu'en avril 1913, le ministère de l'Intérieur italien conclut que « ce subversif utilise les moyens les plus subtils pour faire perdre sa trace. »          
Ainsi, durant sept années difficiles de clandestinité, Ferrini aura publié près de cent cinquante articles dans la presse anarchiste italienne, le recueil de poème Fantasticando et un récit Er cane der Maestro ; il est déjà en contact avec le groupe libertaire italien de Lyon, pour éditer un nouvel ouvrage de propagande anarchiste, L’Almanacco dell’esiliato.                                        
En février 1915, Ferrini et sa famille s'installent à Lyon, sur les pentes de la Croix-Rousse, au 51 montée de la Grande Côte ; il travaille à l'imprimerie Amstein-Richard et le soir il donne des cours à l’École Typographique Lyonnaise. Le 16 avril 1915, il est arrêté par la police française : imprudence de sa part, la douane française intercepte les brochures anarchistes que son ami Pasquale Binazzi lui expédie d'Italie, à ses véritables nom et adresse. Fort heureusement, il avait entrepris les démarches permettant de suspendre son arrêté d'expulsion avant de quitter Saint-Étienne ; il est relâché le Premier mai.                                          
En février 1916, Augusta-Rose met au monde une fille, Iris Andrée. Appelé aux armes en janvier 1917, Ferrini se rend en Italie ; il est réformé deux mois plus tard pour raisons médicales. Dès son retour, il reprend la plume et multiplie les articles dans Il Libertario, Cronaca libertaria et La Favilla, et se fait remarquer pour sa propagande antimilitariste ce qui relance sa mise sous surveillance par la direction de la sûreté générale française.                                         

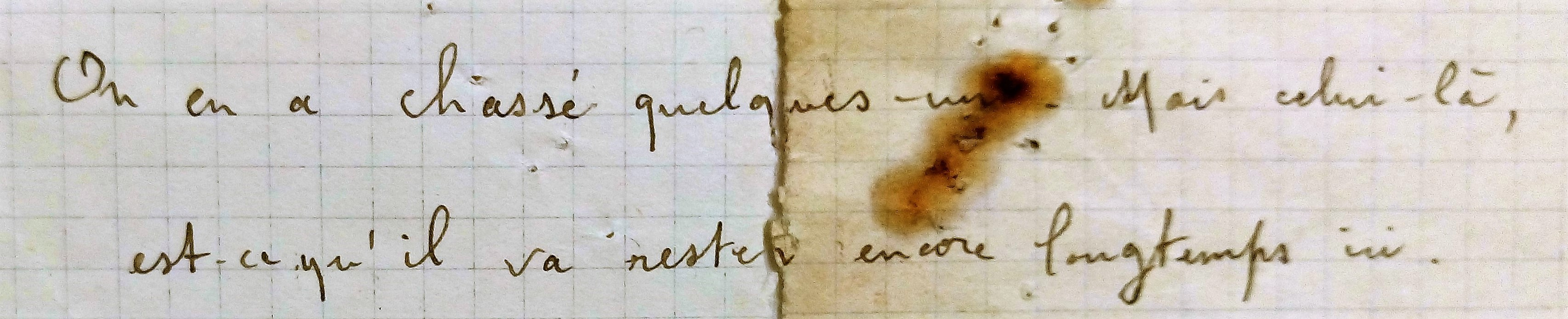
Extrait de la lettre de dénonciation de Ferrini de fin décembre 1920.

Fin décembre 1920, une lettre anonyme appelle l'attention de la préfecture de Lyon sur Ferrini. La police enquête, son entourage est interrogé, mais les retours sont bienveillants ; Ferrini est rappelé à l'ordre et sommé d'avoir une conduite irréprochable ; l'affaire en reste là.                                          
En dépit de la surveillance exercée, il entame, en 1921, sa collaboration avec La Scuola moderna di Clivio de Paolo Schicchi (it) et publie plusieurs articles sur le thème de l'éducation qui lui est cher, s'inscrivant dans la lignée du pédagogue espagnol Francisco Ferrer.                                          
Au cours de l'année 1923, Ferrini redouble d'activité. Il adresse ses premiers articles à l'Adunata dei Refrattari (it), édité à New-York et publie Saggi di storia contemporanea, un ouvrage préfacé par Pasquale Binazzi, largement illustré de sa main et de celle de son ami André Meley, dans lequel il regroupe ses meilleurs articles, des récits et des nouvelles inédites destinés à la propagande anarchiste.                                          

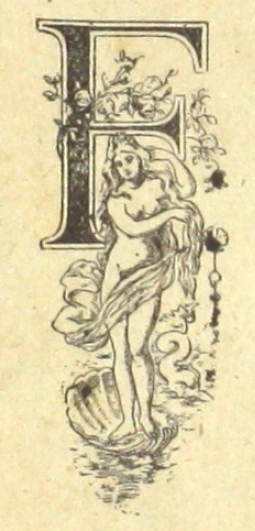
Sceau de Folgorite, en première de couverture de Il Governo

En fin d'année, des exemplaires de son ouvrage Il Governo récemment publié sont saisis en Italie. Dans le contexte de la montée du fascisme, la lutte contre la propagande anarchiste s'est durcie et le Consul général d'Italie informe le préfet du Rhône des agissements militants de Ferrini. Le préfet obtient du ministère de l'Intérieur la remise en application du décret d'expulsion de 1901 qui est notifié à Ferrini le 1er février 1924. Mais Édouard Herriot, maire de Lyon, intervient auprès du préfet en faveur de Ferrini, à la demande du secrétaire général de la chambre syndicale typographique lyonnaise, Émile Rauly. L'expulsion est évitée de justesse, mais la surveillance de l'anarchiste est renforcée et il doit désormais se soumettre au processus de renouvellement trimestriel de sa carte d'identité d'étranger.                                            
En 1924, aidé par plusieurs anarchistes italiens exilés à Lyon pour fuir le fascisme, tous membres du célèbre Cercle Sacco & Vanzetti, financièrement soutenu par l'Adunata dei Refrattari, il se lance dans l'édition de livrets libertaires. L'Edizione della biblioteca anarchica di propaganda spicciola va successivement publier Pensieri Ribelli de Pietro Gori, puis Seme, où figurent deux textes de Tramp - id est Luigi Galleani - en 1926.                                            
En janvier 1929, il demande la nationalité française qui lui est refusée malgré l'avis favorable du préfet du Rhône.                                            
Séparé de son épouse, Ferrini vit avec sa compagne Marcelle Mercier, qui met au monde Violette le 25 février 1924, puis Marcel-Sante en août 1930. Il épouse Marcelle en 1933 et le couple demeure sur les pentes de la Croix-Rousse jusqu'au décès de Sante Ferrini, le 14 mai 1939, à Ravilloles, dans le Jura français.

## Quelques thèmes chers à Ferrini
L'illustration accompagnant le texte « Nevicata » dans Saggi di storia contemporanea résume à elle seule les principaux combats menés par Ferrini dans ses écrits : l'anticléricalisme, l'antimilitarisme et l'anticapitalisme. Mais dès 1915, son engagement auprès des apprentis de l'École typographique lyonnaise, puis à partir de 1922, ses contributions à La scuola moderna di Clivio témoignent de l'importance qu'il accorde à l'éducation.

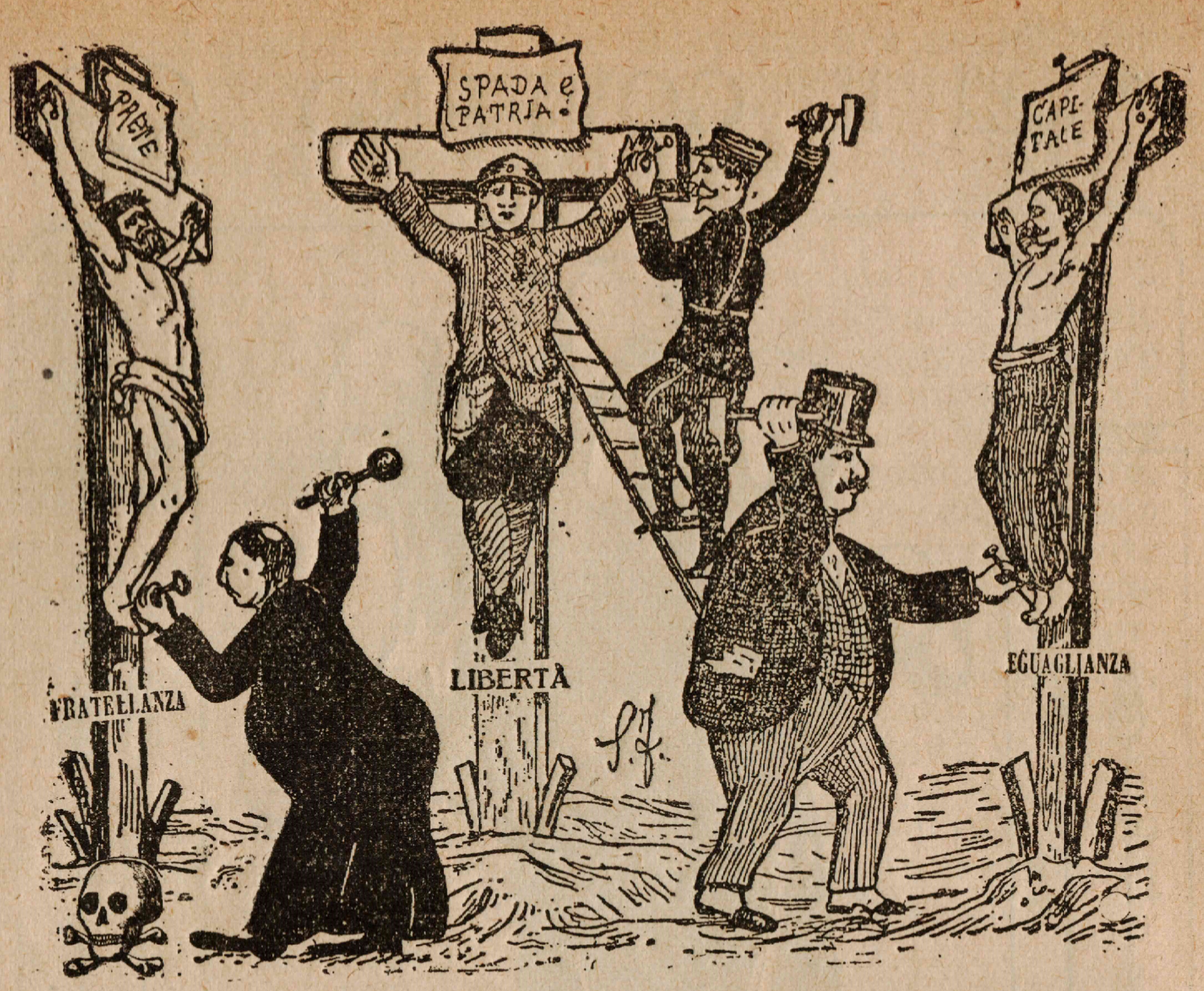
Crucifixion du triptyque liberté - égalité - fraternité, illustrant le texte "Nevicata" dans Saggi di storia contemporanea.

### L'anticléricalisme
« Le chiese debbono sparire tutte », affirme Ferrini, ce qui peut être traduit par « les églises doivent toutes disparaître. »
Pourtant, de son éducation religieuse, Ferrini conserve la connaissance des Écritures, et certains de ses écrits font référence au message de fraternité et d'amour délivré dans le Nouveau testament, qu'il considère comme historique et qualifie « d'un des plus beaux documents de l’humanité, qui a traversé les siècles pour parvenir jusqu’à nous ». Ferrini considère d'ailleurs que « avec ses mots de douceur et de consolation, armes inoffensives qui vont droit au cœur sans déchirer les chairs, avec sa modeste tunique pour manteau impérial, une couronne d’épines pour sceptre, le Christ a accompli la révolution la plus profonde qui se soit produite dans l’humanité ». Mais il reproche au clergé et aux puissants d'avoir détourné le message du Christ à leur profit : « Oh, si le christianisme n’avait jamais revêtu le pourpre, porté la couronne ou ceint l’épée ! Son esprit primitif a disparu et ses vertus se sont dissipées dans les fastes.»
Il dénonce avec ironie le culte des saints et la vénération de leurs reliques. Pour convaincre ses lecteurs, tel Calvin en son temps, dans son fameux Traité des reliques, Ferrini dresse l’inventaire chiffré des reliques de quelques saints parmi les plus connus espérant démontrer ainsi l’absurdité d’une telle croyance, ce qu’il considère comme une vaste escroquerie organisée par le clergé. L’exactitude des chiffres qu’il avance peut-être vérifiée dans le Dictionnaire critique des reliques et des images miraculeuses de Collin de Plancy

« On dénombre, en Europe, dans les églises de diverses confessions : cinq corps, six têtes et dix-sept bras de saint André ; deux corps, huit têtes et six bras de sainte Anne […]. Quant à sainte Julie, elle détient le record du nombre de têtes : on vénère et adore pas moins de vingt-six crânes lui appartenant […]. Mais pour finir, le cas le plus curieux est celui de saint Ignace, dont on comptabilise trois corps, sept bras et sept jambes, alors que l’histoire, écrite par les disciples de ce saint et approuvée par les éminences grises, rouges ou jaunes du Vatican, nous raconte, simplement, avec la candeur qui distingue une gracieuse moniale d’un moine tordu, que saint Ignace fut dévoré de façon barbare par des lions. »

— Sante Ferrini, Folgorite, parcours de Sante Ferrini, anarchiste typographe et poète.

### L'éducation

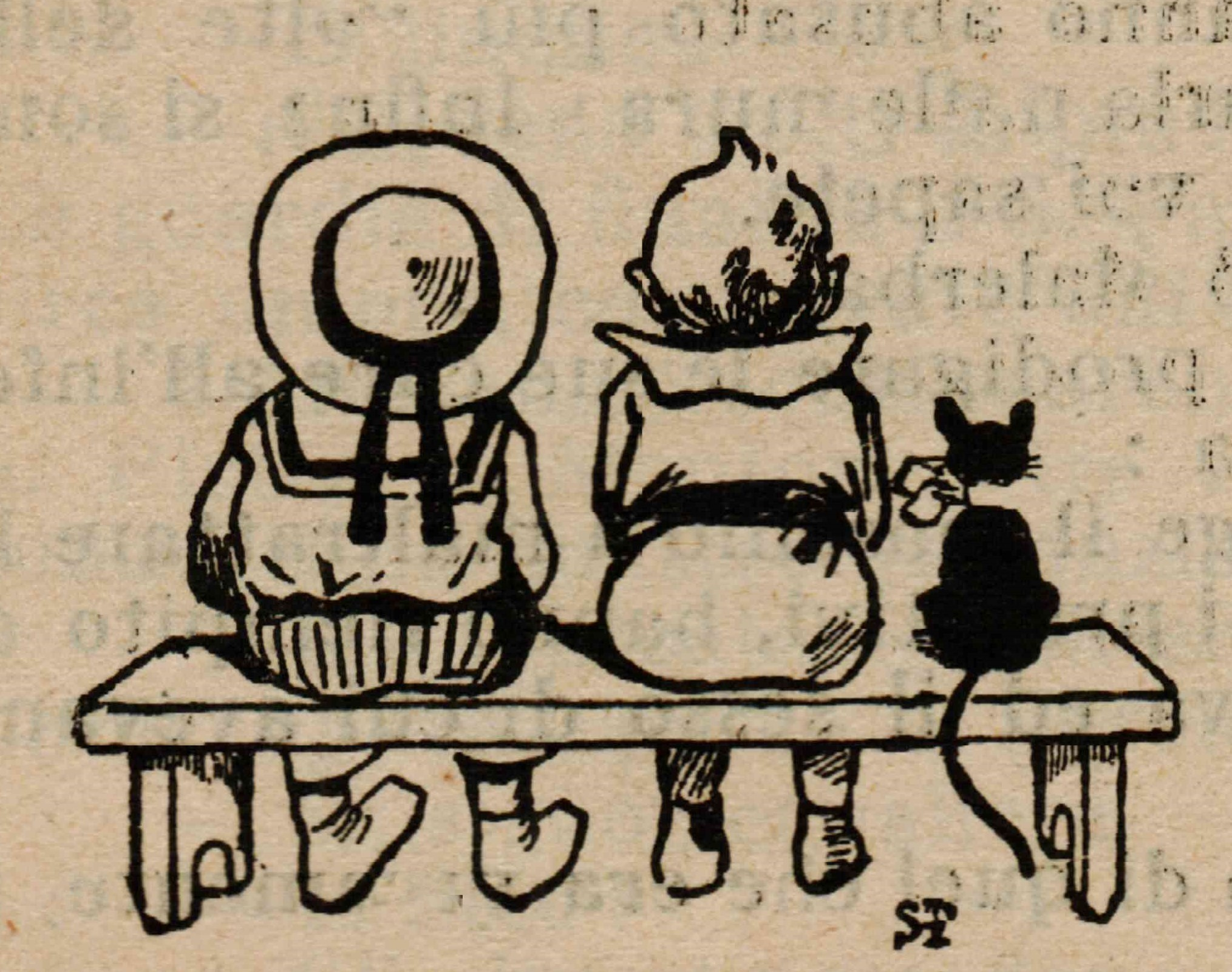
Deux enfants sur les bancs de l'école de l'anarchie. Illustration de "Vile crumira" par Sante Ferrini

Ce n'est pas le thème prépondérant chez Ferrini, car on ne compte qu'une quinzaine d'articles relatifs à l'éducation sur la totalité de ses contributions. Cependant, il consacre la seconde partie de son existence à l'apprentissage des jeunes à l'École typographique lyonnaise, en marge de son travail d'ouvrier typographe. Père de plusieurs enfants, il a conscience que leur prime éducation influence la vie entière de l'individu, qu'elle « est d'une importance capitale dans notre marche vers l'émancipation intégrale. »
Il considère que la bataille quotidienne contre les pouvoirs meurtriers a ses raisons et son utilité, qu'elle donne des résultats. Cependant, si les générations qui viennent sont élevées « à la même école d’hypocrisie et de servage », et   renouvellent les fautes du passé elles imposent de nouveaux combats dans lesquels s'épuise la cause anarchiste.

La femme reçoit une éducation inférieure à celle de l'homme, regrette-t-il en 1909, ajoutant plus loin qu'on laisse aux femmes des choses qui ne sont pas dangereuses pour les prérogatives masculines. Il déclare l'homme coupable, ou a minima complice de cet état de fait et encourage chacun à balayer devant sa porte en agissant au quotidien :

« Commençons par émanciper notre famille. Honorons nos compagnes d’une confiance qui doit être mutuelle, n’agissons pas en despotes, faisons-leur part de nos pensées et recueillons les leurs. Daignons les aider dans le travail quotidien et faisons-les collaborer, dans la mesure de leur force, à nos propres travaux. »

— Sante Ferrini, « Femminismo », L'Alleanza Libertaria, no 51, 11 juin 1909
En 1916, il livre une réflexion étonnante d'actualité sur l'école de la République.

« Pauvre école ! Vouée au sort du malheureux Sisyphe ou, si vous préférez, de l’infortunée Pénélope ! Avouons-le ! Oui, pauvre école ! Toute ton œuvre admirable, le résultat du dévouement infatigable de tes 128000 maîtres, la société, la famille, la taverne, le journal, la rue, les livres obscènes, les exemples de la bourgeoisie, le détruit jour après jour. Tu es la seule innocente de tout ce mal que subit le prolétariat. Tu en es la première victime. Et c’est justement vers toi que convergent les premières flèches de l’accusation ! »

— Sante Ferrini, « La contro educazione più forte della scuola », Il libertario, 13 avril 1916

## Œuvres

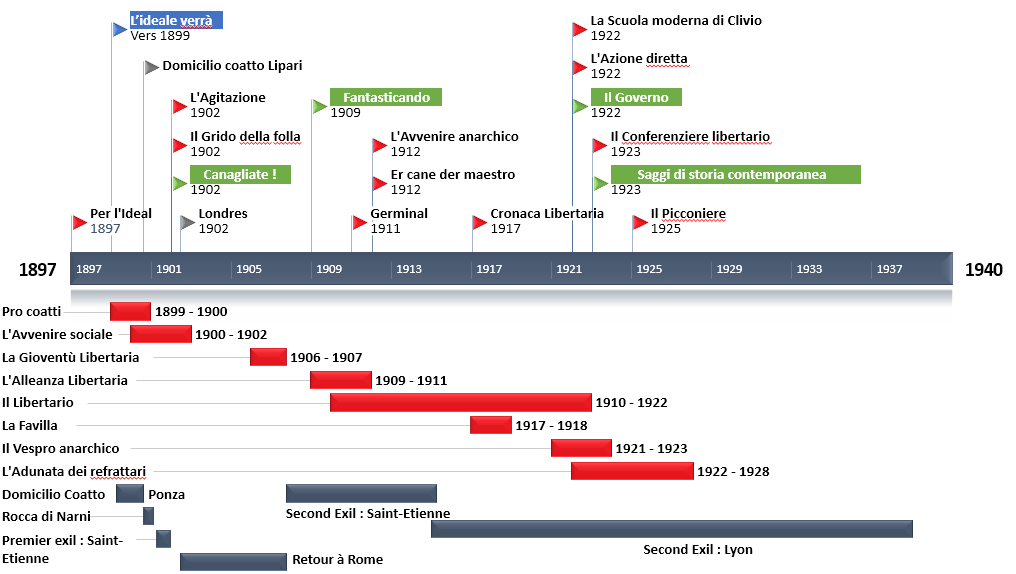
Aperçu chronologique des œuvres de Ferrini

### Chansons
- « L’ideale verrà », Il canzoniere rivoluzionario, Sesta edizione ampliata con nuovi inni e canzoni, Paterson N. J., Stati Uniti, Libreria Sociologica, Madison Ave. 490, 1906, p. 25.
- « Avanti ! Avanti [37]! »

### Ouvrages
- Canagliate !, Londres, Tipografia internazionale, 1902 - [lire en ligne]
- Fantasticando, Londres, Technical Publishing Company, 1909 - [lire en ligne]
- Er cane der maestro, Rome, Pubblicazione del club Lo Sciacquatore, 1912.
- Il Governo, Paris, s. é., 1922 - [lire en ligne]

- Saggi di storia contemporanea, Paris, Stamperia libertaria, 1923.

### Articles
- Liste des écrits publiés par Sante Ferrini, dans la presse anarchiste et des revues littéraires, entre 1897 et 1928.

#### Ouvrages
- (it) Ettore Croce, Nel domiciliato coatto. Noterelle di un relegato, Lipari, Tip. Pasquale Conti, 1900.
- (en) Pietro Di Paola, Italian anarchists in London (1870-1914), Londres, 2004 (lire en ligne).
- Pascal Dupuy, Folgorite : Parcours de Sante Ferrini, anarchiste, typographe et poète (1874-1939), Lyon, Atelier de création libertaire, janvier 2020, 348 p. (ISBN 978-2351041383).
- (it) Pasquale Grella, Appunti per la storia del Movimento anarchico romano delle origini al 1946, Rome, De Vittoria, 2012.
- Anne Morelli, Rubino, l’anarchiste qui tenta d’assassiner Léopold II, Charleroi, Labor, 2006.
- (it) Natale Musarra, Sante Ferrini, in dizionario biograpfico degli anarchici italiani, Pise, BFS edizioni, 2003
- (it) Giorgio Sacchetti, Sovversivi in Toscana (1900-1919), Todi, Altre Edizioni, 1983.
- (it) Ettore Veo, I poeti romaneschi, Roma, Anonima Romana Editoriale, 1927, 290 p., p. 258.
- (it) Sante Ferrini, Fantasticando, Londres, Technical publishing company, 1909, 89 p.
- (it) Sante Ferrini, Canagliate !, Londres, Tipografia internazionale, 1902, 42 p.
- (it) Sante Ferrini, L'ideale verrà, Il canzoniere rivoluzionario, sesta edizione,, Paterson, Libreria sociologica, 1906
- (it) Santo Catanuto et Franco Schirone, Il canto anarchico in Italia : nell'Ottocento et nel Novecento, Milan, Zero in condotta, 2001

#### Articles
- (it) Sante Ferrini, alias Folgorite, « Vagabondi e vagabondi! », L'Avvenire sociale, no 4,‎ 26 janvier 1900
- (it) Sante Ferrini, alias Folgorite, « Ai miei ex compagni », Il grido della folla,‎ 23 juin 1902
- (it) Sante Ferrini, « Non disprezzare! », Marforio, no 308,‎ 1er juillet 1905
- (it) Sante Ferrini, alias Folgorite, « Ieri, oggi, domani », L'Alleanza Libertaria, no 46,‎ 1909
- (it) Sante Ferrini, alias Folgorite, « L'Affare Rubino », Il Libertario, no 417,‎ 28 septembre 1911
- (it) Sante Ferrini, « L'Affare Rubino (suite et fin) », Il Libertario, no 422,‎ 2 novembre 1911
- (it) Sante Ferrini, alias Folgorite, « Il fanciullo », La Scuola moderna di Clivio,‎ 15 mars 1922

### Notices
- Notices biographiques : Dizionario biografico degli anarchici italiani  - Le Maitron en ligne .
- Notices d'autorité : Fichier d'autorité international visuel - BnF Folgorite - WorldCat Id - International Institute of Social History - Service bibliothécaire national - Système universitaire de documentation - Centre International de Recherches sur l'Anarchisme (CIRA).
- Recensions : A rivista anarchica, par Giorgio Sacchetti (it) - Sicilia Libertaria, par Carlo Ottone - Folgorite, par Hugues Lenoir - Le Monde Libertaire, par Toni.